# Župna crkva Blažene Djevice Marije Žalosne u Španskom
Župna crkva Blažene Djevice Marije Žalosne katolička je crkva u Španskom. Građena je od 1981. do 1986. godine, s od 1983. podrumski se dio služio za bogoslužje. U svibnju 1990. godine župnu je crkvu posvetio zagrebački nadbiskup kardinal Franjo Kuharić.

## Povijest i arhitektura
Projekt za crkvu je izradio je ing. Valdemar Balley, a građevinska dozvola je izdana 15. lipnja 1981. godine. Gradnja župne crkve započela je 8. rujna 1981. godine. Podrumski dio bio je dovršen krajem 1983. godine i od tada se koristi za bogoslužje. Crkva je blagoslovljena 1986. godine i od tada se koristi za bogoslužje.
Crkva je proglašena trajnim spomenom Nacionalnog euharistijskog kongresa (NEK), a u središnji dio oltara uklesan je zaziv Dođi Gospodine Isuse iz Ivanova Otkrivenja te hrvatski pleter.
Zvona za crkvu blagoslovio 22. studenog 1994., dr. Tomislav Ivančić, kanonik i profesor na Katoličkom bogoslovnom fakultetu u Zagrebu. Sva tri su zvona tijekom svete mise u 11 sati podignuta na zvonik crkve, te su prvi put zazvonila nakon svete mise. Ukupna težina tri zvona je 1050 kg; veliko teži 530 kg, srednje 300 kg, a malo 220 kg. Tijekom zvonjenja, svako zvono ima drugačiji ton. Veliko daje ton “Gis”, srednje “H”, a malo “Cis/2”, što su početni tonovi napjeva “Tebe Boga hvalimo”.